# Stadhouderskade 56-57
Het gebouw Stadhouderskade 55-57 bestaat uit twee herenhuizen aan de Stadhouderskade/Singelgracht in het Museumkwartier te Amsterdam-Zuid. 
De woonhuizen bestaande uit vier etages en zolder zijn waarschijnlijk gebouwd aan de hand van één ontwerp van Nicolaas van der Linden. Hij kocht in 1877 het terrein van de gemeente Amsterdam, hij moest daarbij wel beloven dat de gebouwen gereed zouden zijn voor het toen nieuwe rioleringssysteem van de stad, het Liernurstelsel. Destijds was het gebruik als je ook maar iets deed in de bouw, je ook de panden zelf ontwierp. De bouwtekeningen uit 1878  dragen zijn signatuur. Van der Linden zou een jaar later ook nog een deel van de Stadhouderskade kopen nabij de Frans Halsstraat. Van der Linden liet de gebouwen optrekken in de eclectische bouwstijl, waarin bijna alle gebouwen aan de Stadhouderskade gebouwd zijn. De gebouwen lijken uiterlijk sterk op elkaar, het verschil in de details, zoals de begane grond. Voorts is gebouw nr. 57 net iets kleiner dan nr. 56.
Het belendende gebouw Stadhouderskade 58-59 is ook van Van der Linden. Ten westen van nummer 56 was er tijdens de oplevering een opening in de gevelwand voor de Kapel van Sint Josephs Gezellen-Vereeniging. Later werd die gedicht voor het Van Nispenhuis. In de jaren negentig verrees daar het Willemshuis.
In de gebouwen waren veelal artsenpraktijken gevestigd, in nummer 57 was een tijdlang het Portugees Verkeersbureau gevestigd. Kunstverzamelaar Andries Bonger heeft enige tijd gewoond op nummer 56. Aan het eind van de Tweede Wereldoorlog had hier verzetsgroep Groep 2000 onderdak. Eerder waren een paar Joodse families weggevoerd.
Nicolaas van der Linden werd omstreeks 1837 geboren in Loosdrecht en stierf op 28 januari 1924. Hij was in 1868 getrouwd met de weduwe Amalia Louisa Poppelbaüm, geboren omstreeks 1833 en overleden 3 januari 1902. Het gezin nam de opvoeding op zich Joanna Francine Franken uit de eerdere relatie van Poppelbaüm. Joanna Francine Franken stierf zelf in 1884 in het kraambed. 
Oost ·
160 ·
158 ·
157 ·
156 ·
155 ·
151-154 ·
149-150 ·
145-146 ·
142-144 ·
140-141 ·
137-139 ·
135-136 ·
130-134 ·
129 ·
128 ·
125-127 ·
123-124 ·
116-122 ·
115 ·
110-113 ·
100-101 ·
97 ·
95-96 ·
93-94 ·
92 ·
91 ·
89-90 ·
87-88 ·
86 ·
85 ·
84 ·
82-83 ·
78-79 ·
77 ·
Heineken Brouwerij ·
74 ·
72-73 ·
69-70 ·
68 ·
67 ·
65-66 ·
64 ·
62-63 ·
60-60a ·
58-59 ·
56-57 ·
Willemshuis ·
Van Nispenhuis ·
Kapel van Sint Josephs Gezellen-Vereeniging ·
54 ·
52-53 ·
47-49 ·
Carel Willinkplantsoen ·
Polderhuis ·
Ruysdaelkade 2-4 ·
Judith Leysterbrug ·
42 (Rijksmuseum) ·
40-41 ·
31-35 ·
30 ·
29 ·
Park Centraal Amsterdam ·
Stedemaagd (Vondelpark) ·
Byzantium ·
Koepelkerk ·
12 (Marriott) ·
Persilhuis ·
7 ·
5 ·
3 ·
1 ·
West